# 孔查圭塔島
孔查圭塔島是薩爾瓦多的火山島，位於該國東部豐塞卡灣，由拉烏尼翁省負責管轄，面積8.45平方公里，最高點海拔高度505米，該島的火山最近一次火山噴發在1892年發生。